# Plantel da Evolution Wrestling Force
Evolution Wrestling Force (EWF) é uma promoção de luta profissional brasileira fundada em 2014. O pessoal da EWF consiste em lutadores profissionais, gerentes, comentaristas, locutores, entrevistadores, árbitros, treinadores e vários outros cargos. Os diretores executivos (gerentes) também estão listados.
EWF é uma promoção subsequente e herdeira da SWU (South Wrestling Union) e tem parcerias com promoções como a FILL (Federação Internacional de Luta Livre), a Mighty Pro Wrestling e a Dungeon Pro Wrestling (DPW).

## Plantel
| Nome no ringue | Nome real                   | Notas                                                     |
| -------------- | --------------------------- | --------------------------------------------------------- |
| Adrian James   | Guilherme Adriano           |                                                           |
| André, O Ogro  | André Machado               |                                                           |
| Arthur Donnar  | Arthur Mello                |                                                           |
| Big Snow       | Leonardo Neves              |                                                           |
| Bruno Astro    | Bruno Müller                |                                                           |
| Coyote         | Luan Appel                  |                                                           |
| Dano Cerebral  | Jonathan dos Santos Coimbra |                                                           |
| Fabula         | Bruno Inácio Geraldi        |                                                           |
| JL Wiz         | Jonatha Luiz                |                                                           |
| Juiz Jonatha   | Jonatha Ferreira            | Referee da EWF                                            |
| Jorenzzo       | João Lorenzo                |                                                           |
| Jorge Jaguar   | Jorge Sá Brito              | Mestre de Cerimônias                                      |
| Julie Brooks   | Júlia Veiga                 |                                                           |
| Lance Cassali  | Gustavo Cassali             | Gerente Geral (GM)                                        |
| KaOz           | Matheus Frutuoso            | Fundador da EWF, vencedor da Batalha Playground (2023)    |
| Kim Star       | Leonardo Medeiros           |                                                           |
| King Dias      | Marcelo Dias                |                                                           |
| Logan Parker   | Wendel Rangel               |                                                           |
| Oba Khan       | Fabiano Barreto             |                                                           |
| Peter Sigma    | Pedro de Morais             |                                                           |
| Raymon         | Christian Rabello           |                                                           |
| RENAN          | Renan Pacheco               |                                                           |
| Ryan, O Patrão | Jackson Andrade             | EWF World Champion, vencedor da Batalha Playground (2024) |
| Shadow         | Bruno Stankieviez           |                                                           |
| Tommy Andrews  | Andrews Senna               |                                                           |
| Tyrus Kid      | Wellington Moreira          |                                                           |
| Viktor Russell | Jonatha Ferreira            |                                                           |